# اندیس شخاب
شخاب یک اندیس فلزی است که در حوالی شهر کیاسر استان مازندران قرار دارد و مادهٔ معدنی موجود در آن، سرب و روی است.  